# 博克砲台

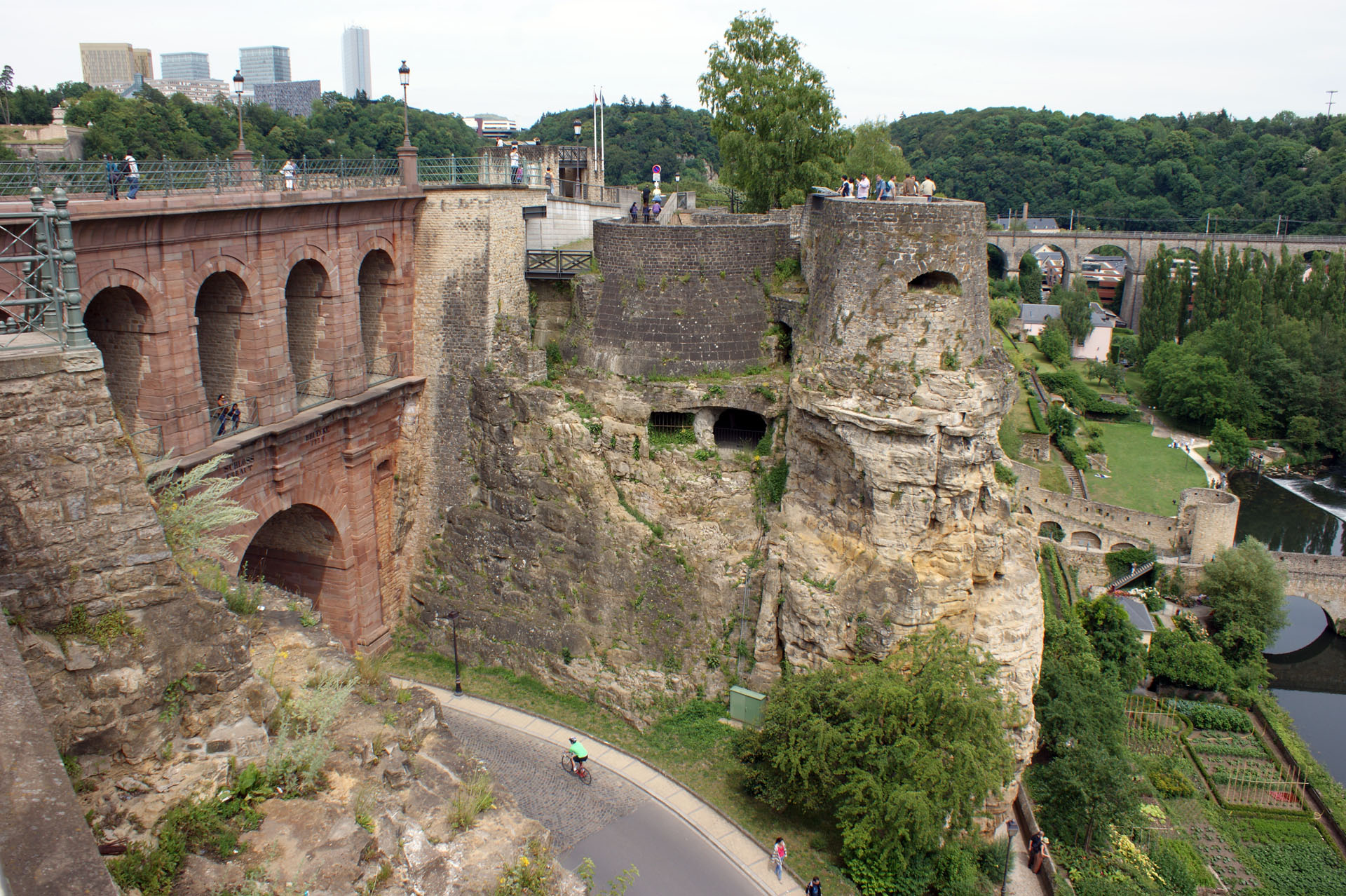
博克砲台 如今，

博克砲台（Bock）是位於盧森堡首都盧森堡市歷史城區的一座砲台。1867年之後，雖然盧森堡要塞被拆除，但博克砲台的部分建築仍然得到保留。現在博克砲台是盧森堡著名的旅遊景點。
49°36′42″N 06°08′13″E / 49.61167°N 6.13694°E